# Star Wars Jedi: Fallen Order
Star Wars Jedi: Fallen Order és un videojoc d'acció i aventura del 2019 desenvolupat per Respawn Entertainment i publicat per Electronic Arts. La història està ambientada a l'univers de La Guerra de les Galàxies, cinc anys després de Star Wars: Episodi III La venjança dels Sith. Segueix el Padawan Cal Kestis, que es converteix en un objectiu de l'Imperi Galàctic i és perseguit per la galàxia pels Inquisidors Imperials mentre intenta completar el seu entrenament, reconciliar-se amb el seu passat i reconstruir l'Ordre Jedi caiguda. El jugador pot utilitzar el sabre làser i els poders de la Força per derrotar els enemics, inclosos soldats d'assalt, bèsties salvatges i caça-recompenses. El joc adopta un estil de disseny de nivells de Metroidvania on s'accedeix a noves àrees a mesura que Cal desbloqueja habilitats.
El joc va ser dirigit per Stig Asmussen, que es va unir a Respawn el 2014. El joc va començar a desenvolupar-se com un títol original no relacionat amb Star Wars, i Electronic Arts va considerar que l'acció funcionaria bé com a joc de Star Wars, i va convéncer Lucasfilm perquè autoritzés i assessorés sobre el projecte. L'ambientació va estar influenciada per Rogue One i Star Wars Rebels, mentre que el combat i els nivells es van inspirar en Metroid Prime, Dark Souls i The Legend of Zelda: Wind Waker. El repartiment de veu del joc inclou Cameron Monaghan com Cal Kestis i Debra Wilson com la seua mentora Cere. Ben Burtt va proporcionar la veu al droide BD-1 de Cal, mentre que Forest Whitaker va repetir el seu paper de Rogue One com Saw Gerrera. La música, composta per Stephen Barton i Gordy Haab, va ser gravada als Abbey Road Studios amb la London Symphony Orchestra i el Bach Choir of London.
Revelat el maig de 2016, el joc es va publicar per a PlayStation 4, Windows i Xbox One el novembre de 2019, i per a PlayStation 5 i Xbox Series X i Series S el juny de 2021. El joc va rebre crítiques generalment favorables, i els crítics van elogiar el sistema de combat, personatges, actuació i disseny mundial, tot i que va rebre crítiques per la història, problemes tècnics i la manca de poliment en el moment de l'estrena. Va ser un èxit comercial, venent més de 10 milions de còpies el 2020. Va ser nominat per a diversos reconeixements de final d'any, inclòs el millor joc d'acció/aventura als The Game Awards 2020. Una seqüela, Star Wars Jedi: Survivor, es va estrenar a l'abril de 2023.